# Luciano Zuccoli
Luciano Zuccoli (født 5. december 1868 i Calprino, død 26. november 1929 i Paris) var en italiensk forfatter og journalist.
Han gik militærvejen, blev kavaleriofficer, og en af hans mest bekendte romaner Ufficiali, sottufficiali, caporali e soldati (Milano 1902) skildrer ikke uden satire soldaterlivet. Han stiftede den reaktionære avis Provincia di Modena, som han
redigerede fra 1898—1900, og var senere sammen med Ferruccio Macola redaktør af Gazzetta di Venezia (1903—12). Også ved Corriere della Sera og dette blads ugeskrift La Lettura var han medarbejder.
Særlig var Zuccoli dog kendt som en meget yndet roman- og novelleforfatter. Han viser sig her som en fin psykolog, særlig hvor det gælder skildringer af kvinden og barnet. Af hans mest bekendte værker, foruden det omtalte, kan nævnes romanerne I lussoriosi (1893), Il designato (1895), Roberta (1896), Lamore di Loredana (1908), La freccia nel fianco (1913), L’occhio del fanciullo (1914), La divina fanciulla (1919), Le cose più grandi di lui (1922) og novellesamlingerne La compagnia della Leggera (1905), Donne e fanciulli (1910) og Primavera (1912).